# Troisième circonscription de Dessie Zuria
La troisième circonscription de Dessie Zuria est une ancienne circonscription législative de l'État fédéré Amhara, elle se situe dans la Zone Sud Wollo. Son représentant de 2005 à 2010 a été Meles Tilahun Dejen.